# Rhein-Hunsrück-Kreis
Der Rhein-Hunsrück-Kreis ist eine Gebietskörperschaft in Rheinland-Pfalz. Sitz der Kreisverwaltung ist Simmern/Hunsrück. 

## Geographie

### Lage
Der Landkreis umfasst einerseits die Landschaft links des Mittelrheins zwischen den Städten Oberwesel und Boppard und andererseits dem zentralen und östlichen Hunsrück mit dem Soonwald im Süden des Kreisgebiets.
Die höchste Erhebung ist der Simmerkopf mit 653 m ü. NHN.

### Nachbarkreise
Der Rhein-Hunsrück-Kreis grenzt im Uhrzeigersinn im Norden beginnend an die Landkreise Mayen-Koblenz, Rhein-Lahn-Kreis, Mainz-Bingen, Bad Kreuznach, Birkenfeld, Bernkastel-Wittlich und Cochem-Zell.

## Geschichte
Das Gebiet des heutigen Rhein-Hunsrück-Kreises war vor 1800 in viele Herrschaftsgebiete zersplittert, darunter Kurtrier, die Grafschaft Sponheim, die Pfalzgrafen zu Simmern und die ehemaligen Reichsstädte Boppard und Oberwesel. Während der französischen Besetzung unter Napoleon war das Gebiet von 1798 bis 1814 Teil des Departements Rhein-Mosel mit Sitz in Koblenz. Nach dem Wiener Kongress 1815 kam das Gebiet zu Preußen. 1816 wurden im neu errichteten Regierungsbezirk Koblenz in der Provinz Großherzogtum Niederrhein (ab 1822 Rheinprovinz) unter anderem die Kreise Simmern und Sankt Goar neu gebildet. 1946 wurden diese Bestandteil des Landes Rheinland-Pfalz.
Der Rhein-Hunsrück-Kreis entstand im Rahmen der Kreisreform in Rheinland-Pfalz am 7. Juni 1969 und wurde gebildet aus
- den Gemeinden des aufgelösten Landkreises Simmern
- den Gemeinden des aufgelösten Landkreises Sankt Goar mit Ausnahme der Stadt Bacharach sowie der Gemeinden Alken, Breitscheid, Brey, Brodenbach, Burgen, Macken, Niederfell, Niederspay, Nörtershausen, Oberfell, Oberspay, Manubach, Niederheimbach, Oberdiebach, Oberheimbach und Trechtingshausen (heute Landkreis Mainz-Bingen bzw. Mayen-Koblenz).
- den Gemeinden Bärenbach, Belg, Büchenbeuren, Hahn, Hirschfeld, Irmenach, Lautzenhausen, Lötzbeuren, Niedersohren, Niederweiler, Raversbeuren, Rödelhausen, Sohren, Wahlenau und Würrich des aufgelösten Landkreises Zell sowie
- den Gemeinden Lindenschied und Woppenroth des aufgelösten Landkreises Bernkastel.

In einem zweiten Schritt der Kreisreform wurden am 7. November 1970 mehrere Veränderungen vorgenommen:
- Die Gemeinden Bruschied, Kellenbach, Königsau, Schneppenbach und Schwarzerden wechselten in den Landkreis Bad Kreuznach.
- Die Gemeinden Beuren, Irmenach und Lötzbeuren wechselten in den Landkreis Bernkastel-Wittlich.
- Aus dem aufgelösten Landkreis Koblenz kamen die Gemeinden Beulich, Dommershausen, Eveshausen und Morshausen zum Rhein-Hunsrück-Kreis.
- Aus dem Landkreis Cochem-Zell wechselte die Gemeinde Mastershausen in den Rhein-Hunsrück-Kreis.[2]

Am 1. Juli 2014 wechselten die Gemeinden Lahr, Mörsdorf und Zilshausen aus dem Landkreis Cochem-Zell in den Rhein-Hunsrück-Kreis.

### Einwohnerstatistik
Die einwohnerstärkste Kommune ist die verbandsfreie Stadt Boppard.

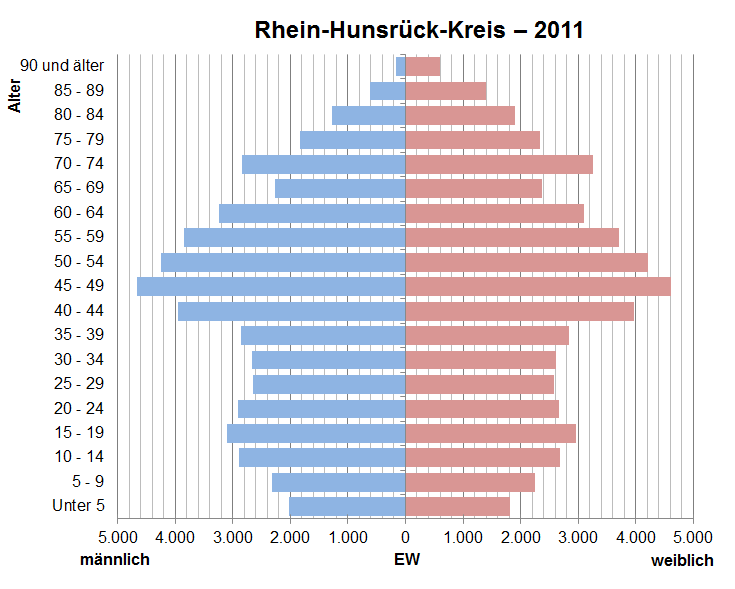
Bevölkerungspyramide für den Rhein-Hunsrück-Kreis (Datenquelle: Zensus 2011)

| Jahr | Einwohner | Quelle |
| ---- | --------- | ------ |
| 1970 | 87.500    | [ 5 ]  |
| 1980 | 90.300    | [ 6 ]  |
| 1990 | 92.900    | [ 7 ]  |
| 2000 | 105.400   | [ 8 ]  |
| 2010 | 102.145   |        |
| 2020 | 103.401   |        |
| 2022 | 105.566   |        |

### Konfessionsstatistik
Laut der Volkszählung 2011 waren im Jahr 2011 46,5 % der Einwohner römisch-katholisch, 35,4 % evangelisch und 18,2 % waren konfessionslos, gehörten einer anderen Glaubensgemeinschaft an oder machten keine Angabe. Ende April 2025 hatten 34,8 % der Einwohner die katholische Konfession und 27,8 % die evangelische. 37,4 % gehörten anderen Konfessionen oder Glaubensgemeinschaften an, waren ohne Angabe oder gemeinschaftslos. Der Anteil der Protestanten und Katholiken an der Gesamtbevölkerung ist demnach im beobachteten Zeitraum gesunken.

## Politik

### Kreistag
Der Kreistag des Rhein-Hunsrück-Kreises besteht aus 42 in einer personalisierten Verhältniswahl gewählten Kreistagsmitgliedern und dem Landrat als Vorsitzendem. Nach der letzten Kreistagswahl am 9. Juni 2024 ergibt sich folgende Sitzverteilung:
| Parteien und Wählergemeinschaften | Parteien und Wählergemeinschaften           | % 2024 | Sitze 2024 | % 2019 | Sitze 2019 | % 2014 | Sitze 2014 | % 2009 | Sitze 2009 | % 2004 | Sitze 2004 |
| --------------------------------- | ------------------------------------------- | ------ | ---------- | ------ | ---------- | ------ | ---------- | ------ | ---------- | ------ | ---------- |
| CDU                               | Christlich Demokratische Union Deutschlands | 34,9   | 15         | 35,2   | 15         | 43,1   | 18         | 40,7   | 17         | 49,3   | 21         |
| SPD                               | Sozialdemokratische Partei Deutschlands     | 18,6   | 8          | 22,1   | 9          | 28,7   | 12         | 28,5   | 12         | 29,9   | 13         |
| AfD                               | Alternative für Deutschland                 | 13,3   | 6          | 7,5    | 3          | —      | —          | —      | —          | —      | —          |
| FW-RH                             | Freie Wähler Rhein-Hunsrück                 | 10,6   | 4          | 11,0   | 5          | 10,6   | 4          | 9,1    | 4          | 5,8    | 2          |
| GRÜNE                             | Bündnis 90/Die Grünen                       | 8,0    | 3          | 12,4   | 5          | 7,4    | 3          | 6,9    | 3          | 5,7    | 2          |
| FDP                               | Freie Demokratische Partei                  | 5,7    | 2          | 8,5    | 4          | 6,3    | 3          | 11,8   | 5          | 9,4    | 4          |
| FWG                               | Freie Wähler                                | 4,6    | 2          | —      | —          | —      | —          | —      | —          | —      | —          |
| DIE LINKE                         | DIE LINKE                                   | 1,9    | 1          | 3,3    | 1          | 3,9    | 2          | 3,1    | 1          | —      | —          |
| ÖDP                               | Ökologisch-Demokratische Partei             | 1,5    | 1          | —      | —          | —      | —          | —      | —          | —      | —          |
| Volt                              | Volt                                        | 1,0    | 0          | —      | —          | —      | —          | —      | —          | —      | —          |
| gesamt                            | gesamt                                      | 100,0  | 42         | 100,0  | 42         | 100,0  | 42         | 100,0  | 42         | 100,0  | 42         |
| Wahlbeteiligung in %              | Wahlbeteiligung in %                        | 67,6   | 67,6       | 65,9   | 65,9       | 61,3   | 61,3       | 59,8   | 59,8       | 65,3   | 65,3       |

Aufgrund der Besonderheiten des rheinland-pfälzischen Wahlsystems bei den Kommunalwahlen (personalisierte Verhältniswahl) sind die in der Grafik dargestellten prozentualen Stimmanteile als „gewichtete Ergebnisse“ ausgewiesen, die das Wahlverhalten nur rechnerisch wiedergeben können.

### Landräte
- 1969–1980: Albert Reinhard (parteilos)
- 1980–1988: Armin Jäger (CDU)
- 1989–2015: Bertram Fleck (CDU)
- 2015–2021: Marlon Bröhr (CDU)
- seit 2022: Volker Boch (parteilos)

Marlon Bröhr erhielt bei der Direktwahl am 28. September 2014 68,69 % der Stimmen. Sein Mitbewerber war Michael Maurer (SPD). Seine ursprünglich achtjährige Amtszeit begann am 3. Mai 2015 und endete vorzeitig durch seine Wahl in den deutschen Bundestag, dem er seit dem 26. September 2021 angehört.
Bei der Direktwahl am 16. Januar 2022 erreichte keiner der vier Bewerber eine ausreichende Mehrheit. In der Stichwahl am 30. Januar 2022 setzte sich Volker Boch (unabhängig) mit einem Stimmenanteil von 56 % gegen Christian Klein (CDU) durch. Seine Amtseinführung erfolgte am 3. März 2022.

### Wappen und Flagge

Der Rhein-Hunsrück-Kreis führt ein Wappen sowie  Bannerflagge.
| Wappen des Rhein-Hunsrück-Kreises | Blasonierung: „Unter von Blau und Gold (Gelb) einreihig geschachtem Schildhaupt: vorne in Gold (Gelb) ein rot bewehrter, nach links gewendeter schwarzer Adler; hinten in Schwarz ein rot gekrönter und bewehrter und goldener (gelber) Löwe.“ |
| Wappen des Rhein-Hunsrück-Kreises | Wappenbegründung: Die Symbole stehen für die ehemaligen Herrschaften, die sich das Kreisgebiet früher teilten: Der Schachbalken im Schildhaupt steht für die Vordere Grafschaft Sponheim, der Löwe für die Kurfürsten von der Pfalz und der Adler für die ehemaligen freien Reichsstädte Oberwesel und Boppard. Das Wappen des Rhein-Hunsrück-Kreises wurde am 6. Januar 1972 vom rheinland-pfälzischen Innenministerium verliehen. |

## Wirtschaft
Der Landkreis stellt sich dar und wirbt für sich unter dem Slogan Gelobtes Land.

## Verkehr

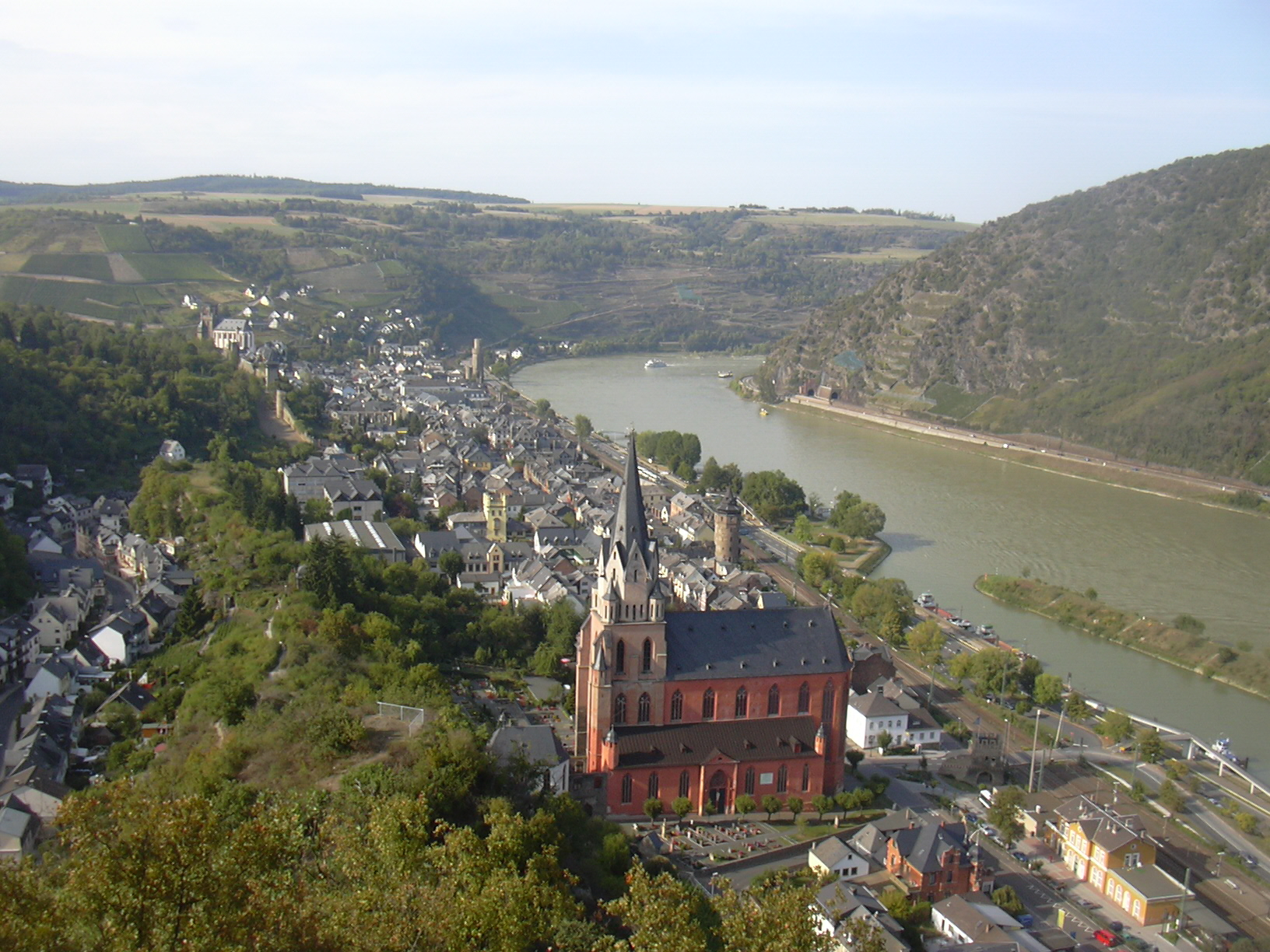
Zwei Landschaften prägen den Kreis: das Mittelrheintal …

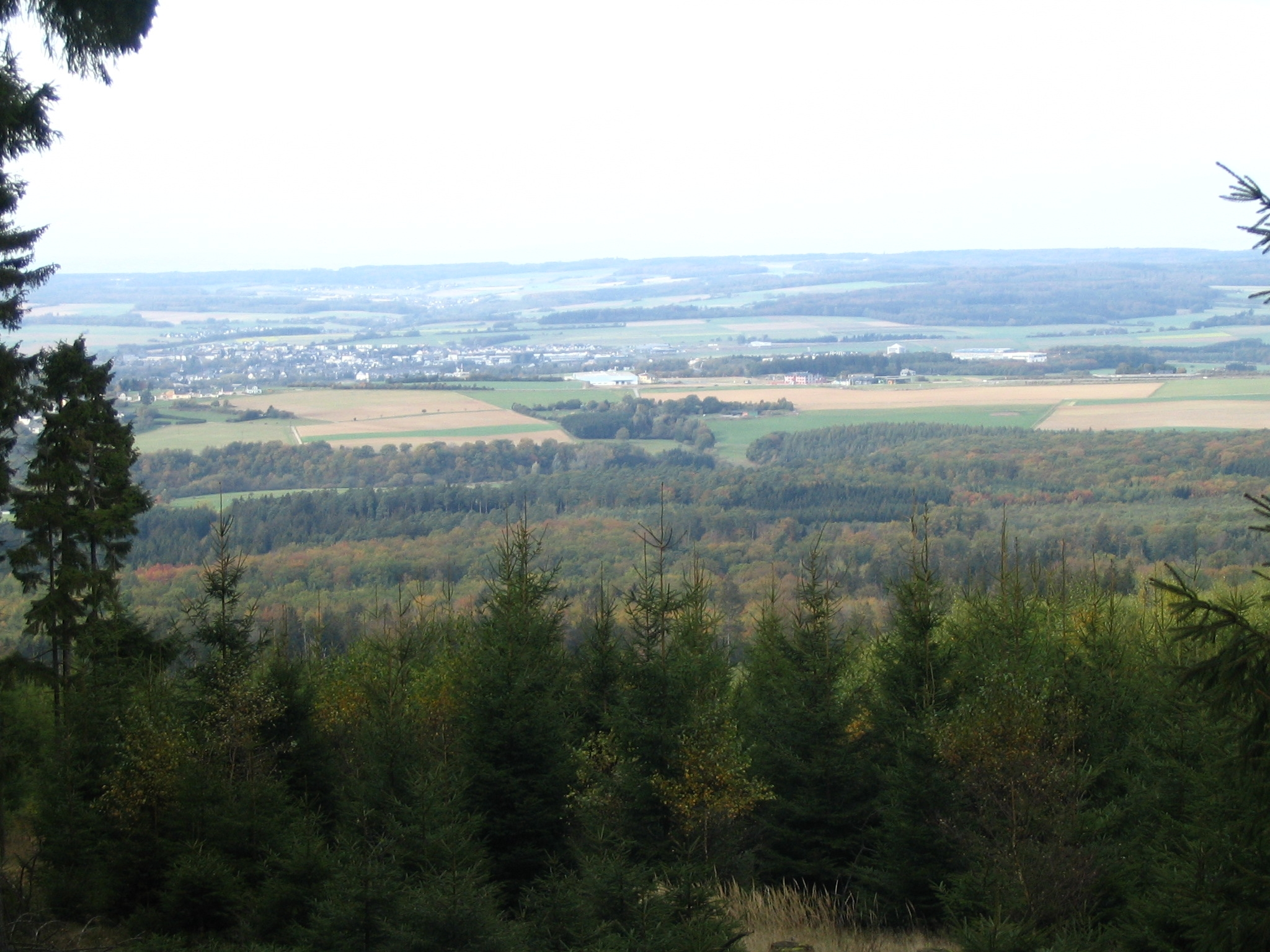
… und die Hunsrückhöhen.

Zum Rhein-Hunsrück-Kreis gehört nur ein kleiner Abschnitt des linken Rheinufers, jedoch ein großes Gebiet auf den Höhen des Hunsrück.

### Bahnverkehr
Im Rheintal eröffnete die Rheinische Eisenbahngesellschaft 1859 die Hauptlinie Bingen am Rhein – Sankt Goar – Koblenz.
Zur Kreisstadt Simmern entstand 1889 eine Verbindung der Preußischen Staatsbahn von Langenlonsheim im Nahetal her. Sie wurde 1901/02 über Kirchberg in Richtung Hermeskeil verlängert, ebenso nach Norden bis Kastellaun und 1906 bis Pfalzfeld; schließlich 1908 über eine Steilstrecke ins Rheintal nach Boppard.
Die Strecke der Deutschen Reichsbahn von Simmern nach Gemünden wurde 1921/22 gebaut. Damit umfasste das Eisenbahnnetz eine Länge von 143 km. 
Stilllegungen in den Jahren 1963–1984:
- 1963: Bahnstrecke Simmern–Gemünden, 15 km
- 1976: Bahnstrecke Simmern–Kirchberg–Hirschfeld–Morbach, Teil der Hunsrückquerbahn, 28 km
- 1983: Bahnstrecke Simmern–Kastellaun–Pfalzfeld–Emmelshausen, Teil der Hunsrückbahn, 38 km
- 1984: Bahnstrecke Langenlonsheim–Rheinböllerhütte–Simmern, Teil der Hunsrückquerbahn, 18 km

Damit verblieben für den Personenverkehr 44 km im Landkreis.

### Straßenverkehr
Durch das Kreisgebiet führt die Bundesautobahn 61 Ludwigshafen-Koblenz und mehrere Bundesstraßen und Kreisstraßen, darunter die B 9, die B 50, die B 421 und die B 327 –Hunsrückhöhenstraße–.

### Flughafen
Der Flughafen Frankfurt-Hahn liegt am westlichen Rand des Landkreises. Im Passagierverkehr wird er hauptsächlich durch Billigfluggesellschaften bedient.

## Gemeinden
(Einwohner am 31. Dezember 2023)

Verbandsfreie Stadt:
- Boppard, Stadt (15.593)

Verbandsgemeinden mit ihren verbandsangehörigen Gemeinden:
(Sitz der Verbandsgemeinde *)
- 1. Verbandsgemeinde Hunsrück-Mittelrhein

1. Badenhard (158)
2. Beulich (479)
3. Bickenbach (370)
4. Birkheim (142)
5. Damscheid (655)
6. Dörth (526)
7. Emmelshausen, Stadt * (4951)
8. Gondershausen (1309)
9. Halsenbach (1287)
10. Hausbay (229)
11. Hungenroth (274)
12. Karbach (644)
13. Kratzenburg (403)
14. Laudert (449)
15. Leiningen (712)
16. Lingerhahn (509)
17. Maisborn (139)
18. Mermuth (237)
19. Morshausen (350)
20. Mühlpfad (59)
21. Ney (361)
22. Niederburg (659)
23. Niedert (118)
24. Norath (471)
25. Oberwesel, Stadt (2899)
26. Perscheid (326)
27. Pfalzfeld (628)
28. Sankt Goar, Stadt (2913)
29. Schwall (307)
30. Thörlingen (141)
31. Urbar (696)
32. Utzenhain (111)
33. Wiebelsheim (569)

- 2. Verbandsgemeinde Kastellaun

1. Alterkülz (383)
2. Bell (Hunsrück) (1463)
3. Beltheim (1963)
4. Braunshorn (675)
5. Buch (852)
6. Dommershausen (1097)
7. Gödenroth (466)
8. Hasselbach (230)
9. Hollnich (316)
10. Kastellaun, Stadt * (5759)
11. Korweiler (78)
12. Lahr (163)
13. Mastershausen (979)
14. Michelbach (208)
15. Mörsdorf (609)
16. Roth (260)
17. Spesenroth (153)
18. Uhler (349)
19. Zilshausen (271)

- 3. Verbandsgemeinde Kirchberg (Hunsrück)

1. Bärenbach (452)
2. Belg (116)
3. Büchenbeuren (1824)
4. Dickenschied (699)
5. Dill (207)
6. Dillendorf (556)
7. Gehlweiler (212)
8. Gemünden (1298)
9. Hahn (151)
10. Hecken (109)
11. Heinzenbach (436)
12. Henau (155)
13. Hirschfeld (Hunsrück) (284)
14. Kappel (432)
15. Kirchberg (Hunsrück), Stadt * (4177)
16. Kludenbach (118)
17. Laufersweiler (801)
18. Lautzenhausen (858)
19. Lindenschied (180)
20. Maitzborn (110)
21. Metzenhausen (95)
22. Nieder Kostenz (203)
23. Niedersohren (433)
24. Niederweiler (403)
25. Ober Kostenz (253)
26. Raversbeuren (132)
27. Reckershausen (357)
28. Rödelhausen (124)
29. Rödern (187)
30. Rohrbach (167)
31. Schlierschied (170)
32. Schwarzen (141)
33. Sohren (3382)
34. Sohrschied (108)
35. Todenroth (84)
36. Unzenberg (426)
37. Wahlenau (206)
38. Womrath (184)
39. Woppenroth (218)
40. Würrich (164)

- 4. Verbandsgemeinde Simmern-Rheinböllen

1. Altweidelbach (286)
2. Argenthal (1712)
3. Belgweiler (193)
4. Benzweiler (208)
5. Bergenhausen (112)
6. Biebern (301)
7. Bubach (236)
8. Budenbach (204)
9. Dichtelbach (645)
10. Ellern (Hunsrück) (908)
11. Erbach (289)
12. Fronhofen (243)
13. Holzbach (558)
14. Horn (359)
15. Keidelheim (336)
16. Kisselbach (621)
17. Klosterkumbd (272)
18. Külz (Hunsrück) (476)
19. Kümbdchen (507)
20. Laubach (434)
21. Liebshausen (513)
22. Mengerschied (723)
23. Mörschbach (345)
24. Mutterschied (464)
25. Nannhausen (618)
26. Neuerkirch (322)
27. Niederkumbd (324)
28. Ohlweiler (326)
29. Oppertshausen (131)
30. Pleizenhausen (318)
31. Ravengiersburg (335)
32. Rayerschied (109)
33. Reich (338)
34. Rheinböllen, Stadt (4366)
35. Riegenroth (248)
36. Riesweiler (783)
37. Sargenroth (424)
38. Schnorbach (253)
39. Schönborn (277)
40. Simmern/Hunsrück, Stadt * (8155)
41. Steinbach (Hunsrück) (133)
42. Tiefenbach (772)
43. Wahlbach (178)
44. Wüschheim (312)

### Ehemalige Gemeinden
Die folgenden Gemeinden verloren seit der Kreisgründung im Jahre 1969 ihre Eigenständigkeit:
- Bad Salzig, am 31. Dezember 1975 zu Boppard
- Buchholz, am 31. Dezember 1975 zu Boppard
- Dellhofen, am 17. März 1974 zu Oberwesel
- Dorweiler, am 17. März 1974 zu Dommershausen
- Dudenroth, am 17. März 1974 zu Braunshorn
- Ebschied, am 17. März 1974 zu Braunshorn
- Eveshausen, am 17. März 1974 zu Dommershausen
- Frankweiler, am 17. März 1974 zu Beltheim
- Herschwiesen, am 31. Dezember 1975 zu Boppard
- Heyweiler, am 17. März 1974 zu Beltheim
- Hirzenach, am 31. Dezember 1975 zu Boppard
- Holzfeld, am 31. Dezember 1975 zu Boppard
- Hundheim, am 17. März 1974 zu Bell
- Kleinweidelbach, am 17. März 1974 zu Rheinböllen
- Krastel, am 17. März 1974 zu Bell
- Langscheid, am 17. März 1974 zu Oberwesel
- Leideneck, am 17. März 1974 zu Bell
- Mannebach, am 17. März 1974 zu Beltheim
- Mörz, am 17. März 1974 zu Buch
- Nickweiler, am 17. März 1974 zu Nannhausen
- Oppenhausen, am 31. Dezember 1975 zu Boppard
- Rheinbay, am 31. Dezember 1975 zu Boppard
- Sabershausen, am 17. März 1974 zu Dommershausen
- Sevenich, am 17. März 1974 zu Beltheim
- Udenhausen, am 31. Dezember 1975 zu Boppard
- Völkenroth, am 17. März 1974 zu Bell
- Weiler, am 31. Dezember 1975 zu Boppard
- Wohnroth, am 17. März 1974 zu Bell

Siehe auch
- Liste der Kommunen im Rhein-Hunsrück-Kreis
- Liste der Orte im Rhein-Hunsrück-Kreis

## Kfz-Kennzeichen
Am 7. Juni 1969 wurde dem Landkreis das seit dem 1. Juli 1956 für den Landkreis Simmern gültige Unterscheidungszeichen SIM zugewiesen. Es wird durchgängig bis heute ausgegeben. Seit dem 15. November 2012 ist auch das Unterscheidungszeichen GOA (Sankt Goar) erhältlich (Kennzeichenliberalisierung).